# Walter Jetz
Walter Jetz (* 1973) ist ein deutscher Biologe und ist Associate Professor im Department of Ecology and Evolutionary Biology der Yale University.

## Leben
Walter Jetz studierte Biologie an der Universität Würzburg bis zum Vordiplom 1996 und schloss 1997 sein Studium mit einem M.Sc. in Integrative Bioscience an der University of Oxford  ab. Anschließend promovierte er dort von 1997 bis 2001 zum D.Phil. Zoology mit einer Arbeit zu Biodiversity of African birds bei P.H. Harvey FRS.
Seit Juli 2009 ist er Associate Professor in Yale.

## Arbeit
Jetz arbeitet zu Makroökologischen Themen, vornehmlich im Bereich der Zoologie.

## Schriften
- H. Kreft, W. Jetz: A framework for delineating biogeographical regions based on species distributions. In: Journal of Biogeography. 37, 2010, S. 2029–2053.
- W. Jetz: The birds of Uludag. Birds of Turkey. Kasparek Verlag, Heidelberg 1995, OCLC 164902283.
- W. Jetz: Biodiversity of African birds. University of Oxford. Division of Life and Environmental Sciences, Verlag University of Oxford, 2001. (books.google.de)